# Andreas Håtveit
Andreas Håtveit né le 9 juillet 1986 à Sudndalen est un skieur acrobatique norvégien spécialiste du slopestyle.
Il finit quatrième du slopestyle aux Jeux olympiques de Sotchi 2014, nouvelle épreuve au programme olympique.

## Palmarès

### Jeux olympiques
| Édition/Discipline | Slopestyle |
| JO de Sotchi 2014  | 4e         |

### Championnats du monde
| Édition/Discipline | Half-pipe | Slopestyle |
| Mondiaux 2005      | 4e        | -          |
| Mondiaux 2013      | -         | 4e         |

### Coupe du monde
- Meilleur classement au général : 59e en 2014.
- Meilleur classement du slopestyle : 11e en 2014.
- 1 podium dont 1 victoire.

#### Détails des victoires
| Édition / Épreuve | Slopestyle      |
| 2014              | Copper Mountain |

### Winter X Games
- Médaille d'or du slopestyle en 2008
- Médaille d'argent du slopestyle en 2010
- Médaille de bronze du slopestyle en 2011, 2012 et 2014